# Catedral de Ancud
La catedral de Ancud es una iglesia catedralicia de culto católico, sede de la diócesis de Ancud, ubicada en dicha ciudad de la región de Los Lagos, Chile.

## Historia
La catedral de Ancud se ubica en la Isla Grande de Chiloé, al sur de Chile. Por su importancia estratégica en la región austral durante el período colonial, se convierte en sede de una diócesis creada por el Papa Gregorio XVI mediante la bula Ubi Primum en 1840, siendo la primera en establecerse al sur del río Biobío. La diócesis de San Carlos de Ancud comprende originalmente un extenso territorio que incluye gran parte del sur de Chile, antes de la creación de nuevas jurisdicciones eclesiásticas.
La catedral experimenta dos reconstrucciones: la primera ocurre tras el incendio de Ancud en 1879, y la segunda, luego de ser derrumbada por el terremoto de Valdivia en 1960. La estructura actual, finalizada en 2014, está construida en madera y presenta una fachada completamente renovada. 

### Primera catedral (sigloXIX)
Poco después de la fundación de la diócesis, se erige la primera catedral, dedicada a San Carlos Borromeo. Esta elección refleja la influencia cultural de los colonos europeos, muchos de los cuales abandonan la isla debido a las exigentes condiciones de vida. La construcción original resulta destruida por un gran incendio el 15 de febrero de 1879, que afecta gravemente el centro cívico de la ciudad.

### Segunda catedral (1901–1960)
Entre 1901 y 1907 se edifica una nueva catedral en estilo ecléctico, que incorpora elementos románicos y neoclásicos. El templo destaca por su cúpula, sus tres naves y una ornamentación interior elaborada, compuesta por vitrales, relieves y un altar de mármol blanco. La consagración del edificio tiene lugar en 1903, bajo la advocación de la Virgen del Carmen, durante el gobierno de Federico Errázuriz y el episcopado de Ramón Ángel Jara.
Este segundo edificio se considera un ícono arquitectónico de la ciudad y una de las principales iglesias del sur de Chile. Sin embargo, sufre daños estructurales graves como consecuencia del terremoto de Valdivia, ocurrido el 22 de mayo de 1960. Aunque se plantean opciones de restauración, se opta por su demolición debido a razones económicas. Según el testimonio del historiador Gabriel Guarda, la estructura, reforzada con rieles de tren, requiere el uso de dinamita durante varios días para su demolición.
En 2012 se inicia la construcción del nuevo templo, el cual se concluye en 2014, completamente en madera.

### Tercera catedral (1960–presente)
Tras la demolición, se adopta un diseño austero y funcional, en concordancia con la arquitectura religiosa tradicional de Chiloé, caracterizada por el uso de madera nativa y técnicas constructivas locales. La edificación del nuevo templo se desarrolla en las décadas posteriores, y aunque el avance es gradual, su configuración general se ajusta a la tipología de las iglesias patrimoniales chilotas.
Durante los años 2000, y especialmente desde 2010, se promueven gestiones destinadas a completar el proyecto. Bajo la dirección del obispo Juan María Agurto, se impulsa una campaña para finalizar la torre y la fachada.

### Estado actual
La Catedral de San Carlos de Ancud actúa como sede de la diócesis y como símbolo cultural y religioso de la ciudad. Aunque se plantean propuestas orientadas a la reconstrucción de la antigua catedral de estilo ecléctico, el templo actual representa la continuidad de la fe y la adaptación arquitectónica al contexto local.
La diócesis desarrolla diversas acciones pastorales, educativas y sociales por medio de otras parroquias e instituciones, lo que mantiene su condición de referente espiritual en el norte del archipiélago de Chiloé.

### Cronología episcopal
Desde su creación en 1845, la diócesis de San Carlos de Ancud ha contado con los siguientes obispos:
1. Justo Donoso (1844–1853)
2. Vicente Tocornal (electo, 1853–1857)
3. Francisco de Paula Solar, O.D.M. (1857–1882)
4. Agustín Lucero, O.P. (1886–1897)
5. Ramón Ángel Jara (1898–1909)
6. Pedro Armengol Valenzuela, O.D.M. (1910–1916)
7. Antonio Castro, S.S.C.C. (1918–1924)
8. 8.Abrahán Aguilera, S.D.B. (1924–1933)
9. 9.Ramón Munita (1934–1939)
10. Hernán Frías (1940–1945)
11. Cándido Rada, S.D.B. (1945–1949)
12. Augusto Salinas, S.S.C.C. (1950–1958)
13. Alejandro Durán (1959–1966)
14. Sergio Contreras (1966–1974)
15. Juan Luis Ysern de Arce (1974–2005)
16. Juan María Agurto Muñoz (2005–presente)

Desde 2005, la administración diocesana ha estado a cargo de monseñor Juan María Agurto Muñoz, quien continúa ejerciendo como obispo titular en la actualidad.

## Descripción estructural
Tiene un amplio atrio en su frontis principal. Cerca de su entrada se indica 1903, fecha de su construcción. El 1 de enero de 1901 se puso su primera piedra. En la gran lápida puesta a mano derecha a pocos pasos de la entrada, especifica que fue edificada bajo la advocación de la Virgen del Carmen y de San Carlos Borromeo.
Su estructura era sofisticada y contaba con tres naves elevadas, vitrales multicolores, cuatro campanas y múltiples altares. En 1960, el terremoto más grande registrado en Chile provocó el colapso de la estructura de la iglesia, lo que llevó a una votación para decidir entre derrumbarla y construir un edificio completamente nuevo o reparar la estructura antigua. Debido al alto costo que implicaba la reconstrucción, se optó por construir la catedral desde cero.
En la actualidad la torre tiene aproximadamente 25 metros de altura incluyendo la cruz. Cuenta con una altura histórica (incluyendo su anterior versión) de alrededor de 70m, servía de referencia visual para la navegación. En el año 2014, se instalaron 2 campanas grandes de la antigua catedral de 1907 y una pequeña campana refundida. La torre está construida de fierro galvanizado y las cuatro esquinas de la torre están cubiertas por un material inorgánico resistente al clima húmedo y salino. El pórtico de la fachada es de piedra cancagua de la zona. 

## Actualidad

### Misas
La catedral mantiene un horario de atención semanal de lunes a viernes, desde las 08:30 hasta las 13:00 horas, y en la tarde de 14:00 a 17:30 horas. La celebración de misas se realiza los lunes y viernes a las 19:00 horas, y los domingos a las 10:30 horas. Además, en fechas litúrgicas destacadas, como Semana Santa, Corpus Christi, Navidad, y las fiestas marianas, la catedral celebra misas solemnes y procesiones, que congregan tanto a fieles locales como a visitantes de distintas partes del archipiélago. En particular, la solemnidad de la Virgen del Carmen, patrona del templo, reviste especial significado para la comunidad, siendo celebrada con liturgias especiales y actos conmemorativos. 

### Actividades
Al ser la sede diocesana, la catedral está vinculada a las actividades que realiza la diócesis, como la administración de fundaciones, hogares y colegios, la catequesis, iniciativas con adultos mayores y voluntariados sociales. Sin embargo, según información de la propia Iglesia del Obispado de Ancud (2023), estas actividades no se desarrollan en el edificio catedralicio, sino que tienen lugar en otras parroquias e instalaciones eclesiásticas de la diócesis.